# Exhorder
Exhorder — американская метал-группа образованная в 1985 году в Новом Орлеане. Команда является одним из первопроходцев грув-метала, который позже был популяризован такими коллективами, как Pantera, Sepultura, Machine Head, White Zombie, Lamb of God и многими другими. Их музыка также оказала большое влияние на тяжёлую сцену Нового Орлеана. Первоначально действовавшие с 1985 по 1994 год и реформированные с 2008 по 2011 год, с тех пор они возродились в 2017 году. На сегодняшний день Exhorder выпустили три студийных альбома: Slaughter in the Vatican (1990), The Law  (1992) и Mourn the Southern Skies (2019).

## История

### Ранние годы и распад (1985–1994)
Exhorder была основана в 1985 году в Новом Орлеане, штат Луизиана. Выпустив несколько демо в духе чистого трэш-метала, они продолжили это звучание в своем дебютном студийном альбоме Slaughter in the Vatican, выпущенном в 1990 году. Они сменили своё звучание на более ориентированное на грув-метал в своём втором альбоме The Law, выпущенном в 1992 году. Группа распалась в 1994 году.

### Первое воссоединение и творческий перерыв (2008–2011)
9 мая 2008 года группа воссоединилась и начала писать новый материал. На тот день официальная страница группы в Myspace содержала состав воссоединившейся группы, а также заголовок «написание нового материала для возвращения Exhorder». Они отыграли своё первое реюнион-шоу 14 ноября 2009 года в Саутпорт-Холле в Джефферсоне, за которым последовало другое менее чем через месяц, 12 декабря в City Club в Хоуме, и выступление в ангаре с Crowbar в Новом Орлеане 12 февраля 2010 года. Состав на все эти концерты был таким же, как и на альбоме The Law.
Барабанщик Сет Дэвис находился в клинике в 2010 году, когда к нему обратилась группа. Дэвис заменил оригинального барабанщика Криса Найла и гастролировал с Exhorder с начала 2010 до конца 2011 года, исполняя классические песни из двух альбомов группы. 22 марта 2011 года басист Фрэнки Спарчелло умер по неизвестным причинам. Тем временем, чтобы успеть на три запланированных концерта, группа наняла местного басиста Хорхе Кайседо, который заменил его в последний момент. 28 мая группа также отыграла Maryland Deathfest, после чего коллектив взял перерыв.

### Второе воссоединение (2017–настоящее время)
В ноябре 2017 года Exhorder завершили свой шестилетний перерыв с новым составом и подписали контракт с All Independent Service Alliance. Они объявили о двухдневном шоу в Бруклине на 9 и 10 февраля 2018 года, исполнив альбомы Slaughter in the Vatican и The Law соответственно. Группа также выступила 12 февраля на своей родине в Новом Орлеане. Они также планировали выступления на летних фестивалях и рассматривали возможность работы над новым материалом, если концерты воссоединения пройдут хорошо.
20 ноября 2018 года группа подписала контракт с Nuclear Blast и приступила к работе над новым альбомом.
В мае 2019 года было объявлено, что Exhorder будут выступать в рамках турне группы Kataklysm Meditations Over North America в сентябре вместе с Krisiun и Hatchet. В июле 2019 года группа анонсировала свой третий альбом Mourn the Southern Skies, который был выпущен 20 сентября 2019 года. Первый сингл «My Time» был доступен для стриминговых сервисов. Exhorder также должны были поддержать альбом, выступив с Overkill в их туре The Wings of War по Северной Америке.
23 февраля 2020 года гитарист-основатель Винни ЛаБелла расстался с группой, оставив вокалиста Кайла Томаса в качестве единственного участника-основателя. Кайл Томас помимо вокала также взял на себя обязанности гитариста. На фестивале Maryland DeathFest 2022 в мае 2022 года с группой выступил бывший гитарист группы Cannibal Corpse Пэт О'Брайен.
С 2022 года Exhorder работали над новым материалом для своего четвертого студийного альбома Defectum Omnium, который был выпущен 8 марта 2024 года.

## Сравнения с Pantera
Среди поклонников Pantera и Exhorder часто возникают споры по поводу схожести звучания обеих групп, вызванные успехом Pantera и безвестностью Exhorder.
Не соглашаясь с мнением, что Exhorder — это «Pantera без хороших песен», в обзоре AllMusic на Slaughter in the Vatican говорится, что «возможно, более точным было бы называть их Pantera без поддержки крупного лейбла». Помимо этого указывается, что название дебюта Exhorder, наряду с неброской обложкой альбома, «определенно не помогло [его] делу».
Ведущий вокалист Exhorder Кайл Томас заявил, что его не волнует никакая критика, и ему надоело видеть, как имя Exhorder связано с именем Pantera. Он также заявил, что он и некоторые члены Pantera были друзьями, и что он также оплакивал потерю Даймбэга Даррелла. Недавно Томас предположил, что, хотя возможно, что на Pantera повлияла его группа, участники Pantera «работали … намного усерднее, чем это делали мы».

## Состав
| - Кайл Томас — вокал (1985–1994, 2008–2011, 2017–настоящее время), ритм-гитара, соло-гитара (2022-настоящее время) - Пэт О Брайен — ритм и соло-гитара (2022, живые выступления) - Джейсон Вибрукс — бас-гитара (2017–настоящее время) - Саша Хорн — ударные (2017–настоящее время) | - Винни ЛаБелла — гитары (1985–1994, 2008–2011, 2017–2020), бас-гитара (1989–1991) - Крис Найл — ударные (1985–1994, 2008–2010) - Энди Виллафарра — бас-гитара (1985–1989, 2008–2010, 2011) - Дэвид Мэйн — гитары (1985–1988) - Джей Чераволо — гитары (1988–1994, 2008–2011), бас-гитара (1989–1991) - Фрэнки Спарчелло — бас-гитара (1991–1994, 2010–2011; умер в 2011) - Сет Дэвис — ударные (2010–2011) - Марзи Монтазери — гитары (2017–2022) |

## Дискография

### Студийные альбомы
- Slaughter in the Vatican (1990)
- The Law (1992)
- Mourn the Southern Skies (2019)
- Defectum Omnium (2024)

### Концертные альбомы
- Live Death (1994)

### Демо
- Get Rude (1986)
- Slaughter in the Vatican (1988)